# Nansen-Apollo (cráter)
Nansen-Apollo es un lugar de aterrizaje sobre la luna, coincidente con un cráter situado en el valle de Taurus-Littrow, en la base del Macizo Sur. Los astronautas Eugene Cernan y Harrison Schmitt lo visitaron en 1972 con el Apolo 17, y se refirieron a él simplemente como "Nansen". La Estación Geológica 2 de la misión se localizó allí. Nansen se encuentra en el "manto de luz", que es casi seguro un depósito procedente de un alud del Macizo Sur.
Al norte de Nansen se halla el cráter Lara y la Estación Geológica 3. Al noreste se encuentra Shorty y la Estación Geológica 4. A unos 5 km al este se encuentran los cráteres Mackin y Hess.

## Denominación
El cráter fue nombrado por los astronautas en recuerdo de Fridtjof Nansen, un explorador noruego. La denominación tiene su origen en los topónimos utilizados en la hoja a escala 1/50.000 del Lunar Topophotomap con la referencia "43D1S1 Apollo 17 Landing Area".

## Imágenes

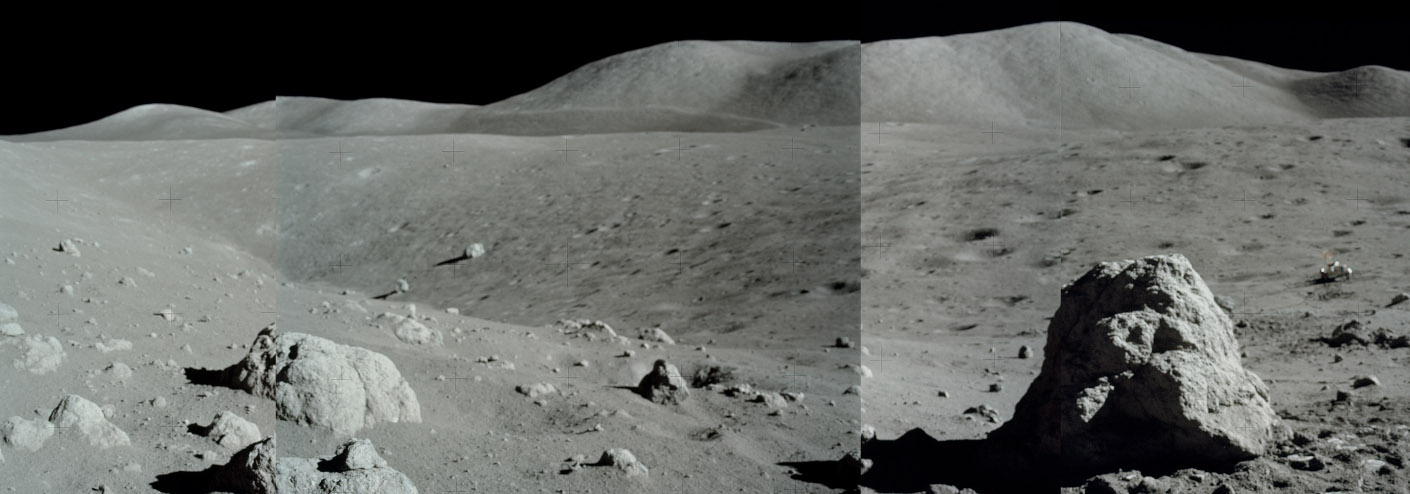
Cráter Nansen en la base del Macizo Sur, mirando hacia el norte. Obsérvese el róver al fondo, cerca del borde derecho de la imagen. La roca en el primer plano a la derecha fue analizada por los astronautas.
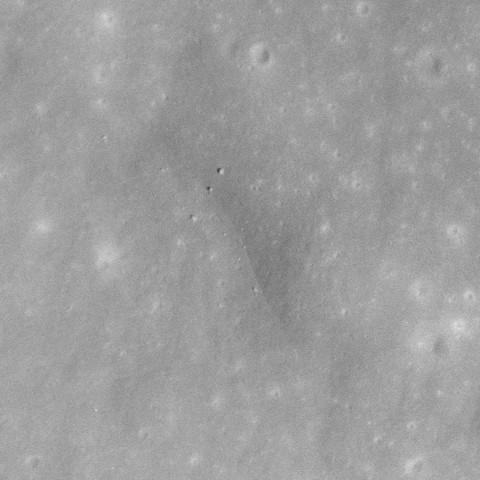
Téngase en cuenta que los cantos rodados del centro son  también visibles en la imagen a nivel del suelo.

## Referencias

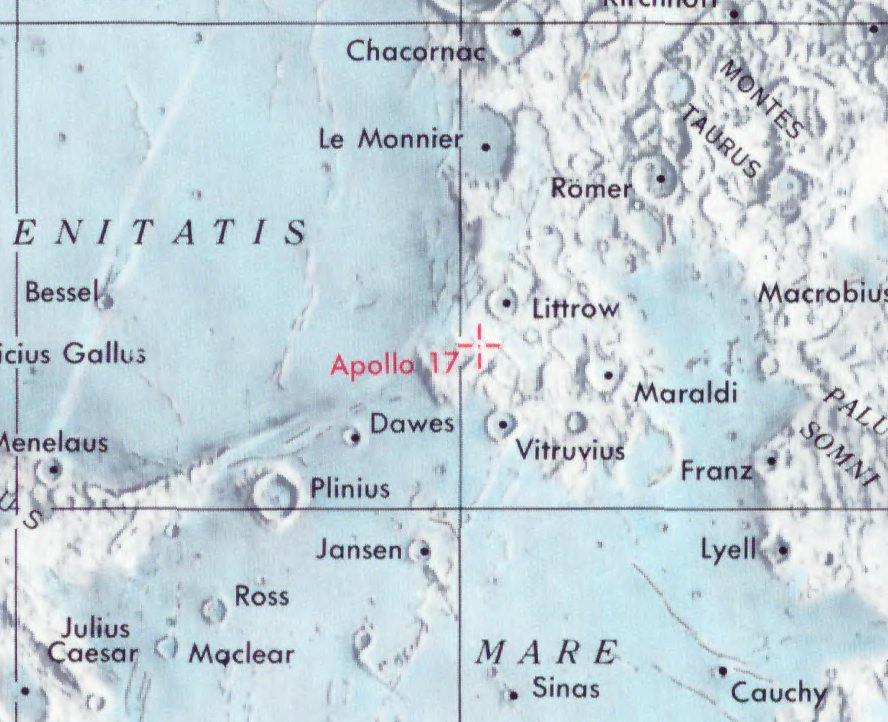
Localización del lugar de aterrizaje del Apolo 17